# Zülpich
Zülpich (pronunciación en alemán: /ˈt͡sʏlpɪç/ⓘ) es un pueblo en Renania del Norte-Westfalia (Alemania) entre Aquisgrán y Bonn. Pertenece al Distrito de Euskirchen.
El pueblo normalmente es conocido por su nombre en latín: Tolbiacum. Es famoso por la Batalla de Tolbiac, librada entre el pueblo franco mandado por Clodoveo I y el pueblo alamán; la fecha tradicionalmente conocida es el año 496, aunque en muchos informes modernos se da esta otra: 506. La batalla es conmemorada con el nombre de la calle de Tolbiac y con la Estación de Tolbiac en París.

## Hermanamientos
- Blaye (Francia)
- Kangasala (Finlandia)
- Elst (Países Bajos)